# 雷克·萊爾頓創作的神話小說角色列表
此列表為雷克·萊爾頓創作的神話小說系列、雷克·萊爾頓小說宇宙 Riordanverse 大部分角色的描述。譯名以台灣遠流出版公司之繁體中文版為準。

## 角色概觀表
- 主角 表示角色在該作品中擔任主角。
- 配角 表示角色在該作品內出現兩次或多次。
- 客串 表示角色曾在該作品中出現過一次。
- 提及 表示角色不在該作品中，但被討論過。
- 深灰色格 表示角色不在該作品中，或者角色在作品中的存在尚未公佈。

| 角色 Character                                                     | 混血營編年史 Camp Half-Blood Chronicles         | 混血營編年史 Camp Half-Blood Chronicles         | 混血營編年史 Camp Half-Blood Chronicles         | 混血營編年史 Camp Half-Blood Chronicles         | 混血營編年史 Camp Half-Blood Chronicles         | 混血營編年史 Camp Half-Blood Chronicles         | 混血營編年史 Camp Half-Blood Chronicles         | 混血營編年史 Camp Half-Blood Chronicles         | 混血營編年史 Camp Half-Blood Chronicles | 混血營編年史 Camp Half-Blood Chronicles | 混血營編年史 Camp Half-Blood Chronicles | 混血營編年史 Camp Half-Blood Chronicles | 混血營編年史 Camp Half-Blood Chronicles | 混血營編年史 Camp Half-Blood Chronicles | 混血營編年史 Camp Half-Blood Chronicles | 混血營編年史 Camp Half-Blood Chronicles | 混血營編年史 Camp Half-Blood Chronicles | 混血營編年史 Camp Half-Blood Chronicles | 混血營編年史 Camp Half-Blood Chronicles | 混血營編年史 Camp Half-Blood Chronicles | 埃及守護神 The Kane Chronicles | 埃及守護神 The Kane Chronicles    | 埃及守護神 The Kane Chronicles      | 混血營編年史和埃及守護神系列:混血人和魔法師 Demigods and Magicians | 混血營編年史和埃及守護神系列:混血人和魔法師 Demigods and Magicians | 混血營編年史和埃及守護神系列:混血人和魔法師 Demigods and Magicians | 阿斯嘉末日 Magnus Chase and the Gods of Asgard | 阿斯嘉末日 Magnus Chase and the Gods of Asgard | 阿斯嘉末日 Magnus Chase and the Gods of Asgard | 阿斯嘉末日 Magnus Chase and the Gods of Asgard |  |
| 角色 Character                                                     | 波西傑克森 (小說) Percy Jackson & the Olympians | 波西傑克森 (小說) Percy Jackson & the Olympians | 波西傑克森 (小說) Percy Jackson & the Olympians | 波西傑克森 (小說) Percy Jackson & the Olympians | 波西傑克森 (小說) Percy Jackson & the Olympians | 波西傑克森 (小說) Percy Jackson & the Olympians | 波西傑克森 (小說) Percy Jackson & the Olympians | 波西傑克森 (小說) Percy Jackson & the Olympians | 混血營英雄 The Heroes of Olympus        | 混血營英雄 The Heroes of Olympus        | 混血營英雄 The Heroes of Olympus        | 混血營英雄 The Heroes of Olympus        | 混血營英雄 The Heroes of Olympus        | 混血營英雄 The Heroes of Olympus        | 太陽神試煉 The Trials of Apollo         | 太陽神試煉 The Trials of Apollo         | 太陽神試煉 The Trials of Apollo         | 太陽神試煉 The Trials of Apollo         | 太陽神試煉 The Trials of Apollo         | 烈日星辰 TSatS The Sun and the Star     | 埃及守護神 The Kane Chronicles | 埃及守護神 The Kane Chronicles    | 埃及守護神 The Kane Chronicles      | 混血營編年史和埃及守護神系列:混血人和魔法師 Demigods and Magicians | 混血營編年史和埃及守護神系列:混血人和魔法師 Demigods and Magicians | 混血營編年史和埃及守護神系列:混血人和魔法師 Demigods and Magicians | 阿斯嘉末日 Magnus Chase and the Gods of Asgard | 阿斯嘉末日 Magnus Chase and the Gods of Asgard | 阿斯嘉末日 Magnus Chase and the Gods of Asgard | 阿斯嘉末日 Magnus Chase and the Gods of Asgard |  |
| 角色 Character                                                     | TLT The Lightning Thief 神火之賊                | SoM The Sea of Monsters 妖魔之海                | TTC The Titan's Curse 泰坦魔咒                  | BotL The Battle of the Labyrinth 迷宮戰場       | TDF The Demigod Files 機密檔案                  | TLO The Last Olympian 終極天神                  | CotG Chalice of the Gods 眾神的聖杯             | WotTT Wrath of the Triple Goddess               | TLH The Lost Hero 迷路英雄              | TDD The Demigod Diaries 混血人日記      | SoN The Son of Neptune 海神之子         | MoA The Mark of Athena 智慧印記         | HoH The House of Hades 冥王之府         | BoO The Blood of Olympus 英雄之血       | THO The Hidden Oracle 祕密神諭          | TDP The Dark Prophecy 闇黑預言          | TBM The Burning Maze 烈焰迷宮           | TTT The Tyrant's Tomb 暴君之墓          | ToN The Tower of Nero 尼祿之塔          | 烈日星辰 TSatS The Sun and the Star     | TRP The Red Pyramid 紅色金字塔 | ToF The Throne of Fire 火焰的王座 | TSS The Serpent's Shadow 巨蛇的暗影 | SoSobek The Son of Sobek 索貝克之子                                | SoSerapis The Staff of Serapis 塞瑞比斯權杖                        | CoP The Crown of Ptolemy 托勒密王冠                                | SoS The Sword of Summer 夏日之劍               | HoT The Hammer of Thor 雷神之錘                | SotD The Ship of the Dead 幽冥之船             | 9FtNW 9 From the Nine Worlds 九個世界          |  |
| 角色 Character                                                     | 2005                                            | 2006                                            | 2007                                            | 2008                                            | 2009                                            | 2009                                            | 2023                                            | 2024                                            | 2010                                    | 2011                                    | 2012                                    | 2012                                    | 2013                                    | 2014                                    | 2016                                    | 2017                                    | 2018                                    | 2019                                    | 2020                                    | 2023                                    | 2010                           | 2011                              | 2012                                | 2013                                                               | 2014                                                               | 2015                                                               | 2015                                           | 2016                                           | 2017                                           | 2018                                           |  |
| 主要角色                                                           | 主要角色                                        | 主要角色                                        | 主要角色                                        | 主要角色                                        | 主要角色                                        | 主要角色                                        | 主要角色                                        | 主要角色                                        | 主要角色                                | 主要角色                                | 主要角色                                | 主要角色                                | 主要角色                                | 主要角色                                | 主要角色                                | 主要角色                                | 主要角色                                | 主要角色                                | 主要角色                                | 主要角色                                | 主要角色                       | 主要角色                          | 主要角色                            | 主要角色                                                           | 主要角色                                                           | 主要角色                                                           | 主要角色                                       | 主要角色                                       | 主要角色                                       | 主要角色                                       |  |
| ------------------------------------------------------------------ | ----------------------------------------------- | ----------------------------------------------- | ----------------------------------------------- | ----------------------------------------------- | ----------------------------------------------- | ----------------------------------------------- | ----------------------------------------------- | ----------------------------------------------- | --------------------------------------- | --------------------------------------- | --------------------------------------- | --------------------------------------- | --------------------------------------- | --------------------------------------- | --------------------------------------- | --------------------------------------- | --------------------------------------- | --------------------------------------- | --------------------------------------- | --------------------------------------- | ------------------------------ | --------------------------------- | ----------------------------------- | ------------------------------------------------------------------ | ------------------------------------------------------------------ | ------------------------------------------------------------------ | ---------------------------------------------- | ---------------------------------------------- | ---------------------------------------------- | ---------------------------------------------- |  |
| 波西·傑克森 Perseus "Percy" Jackson                                | 主角                                            | 主角                                            | 主角                                            | 主角                                            | 主角                                            | 主角                                            | 主角                                            | 主角                                            | 提及                                    | 主角                                    | 主角                                    | 主角                                    | 主角                                    | 主角                                    | 配角                                    | 提及                                    | 提及                                    | 提及                                    | 客串                                    | 客串                                    |                                |                                   |                                     | 主角                                                               | 提及                                                               | 主角                                                               | 提及                                           |                                                | 客串                                           |                                                |  |
| 格羅佛·安德伍德 Grover Underwood                                   | 主角                                            | 主角                                            | 主角                                            | 主角                                            | 主角                                            | 主角                                            | 主角                                            | 待公布                                          | 提及                                    | 客串                                    | 提及                                    |                                         | 客串                                    | 客串                                    | 提及                                    | 客串                                    | 主角                                    | 主角                                    | 主角                                    | 提及                                    |                                |                                   |                                     |                                                                    |                                                                    |                                                                    |                                                |                                                |                                                |                                                |  |
| 安娜貝斯·雀斯 Annabeth Chase                                       | 主角                                            | 主角                                            | 主角                                            | 主角                                            | 主角                                            | 主角                                            | 主角                                            | 待公布                                          | 客串                                    | 主角                                    | 主角                                    | 主角                                    | 主角                                    | 主角                                    | 提及                                    | 提及                                    | 提及                                    | 客串                                    |                                         | 客串                                    |                                |                                   | 提及                                | 主角                                                               | 主角                                                               | 主角                                                               | 客串                                           | 客串                                           | 客串                                           |                                                |  |
| 路克·凱司特倫 Luke Castellan                                       | 主角                                            | 主角                                            | 主角                                            | 主角                                            | 主角                                            | 主角                                            | 待公布                                          | 待公布                                          | 提及                                    | 主角                                    | 提及                                    | 提及                                    | 提及                                    | 提及                                    | 提及                                    |                                         |                                         |                                         |                                         | 提及                                    |                                |                                   |                                     |                                                                    |                                                                    |                                                                    |                                                |                                                |                                                |                                                |  |
| 泰麗雅·葛瑞斯 Thalia Grace                                         | 提及                                            | 客串                                            | 主角                                            | 提及                                            | 主角                                            | 主角                                            | 待公布                                          | 待公布                                          | 主角                                    | 提及                                    |                                         | 主角                                    | 客串                                    | 主角                                    |                                         | 配角                                    | 提及                                    | 客串                                    | 客串                                    | 提及                                    |                                |                                   |                                     |                                                                    |                                                                    |                                                                    |                                                |                                                |                                                |                                                |  |
| 泰森 Tyson                                                         |                                                 | 主角                                            | 客串                                            | 主角                                            | 主角                                            | 主角                                            | 待公布                                          | 待公布                                          | 提及                                    | 客串                                    | 配角                                    |                                         | 提及                                    | 客串                                    |                                         |                                         |                                         | 客串                                    | 提及                                    |                                         |                                |                                   |                                     |                                                                    |                                                                    |                                                                    |                                                |                                                |                                                |                                                |  |
| 尼克·帝亞傑羅 Nico di Angelo                                       |                                                 |                                                 | 主角                                            | 主角                                            | 主角                                            | 主角                                            | 待公布                                          | 待公布                                          | 提及                                    | 主角                                    | 主角                                    | 主角                                    | 主角                                    | 主角                                    | 主角                                    | 提及                                    |                                         | 提及                                    | 主角                                    | 主角                                    |                                |                                   |                                     |                                                                    |                                                                    |                                                                    |                                                |                                                |                                                |                                                |  |
| 瑞秋·伊利沙伯·戴爾 Rachel Elizabeth Dare 神諭 The Oracle of Delphi |                                                 |                                                 | 主角                                            | 主角                                            |                                                 | 主角                                            | 待公布                                          | 待公布                                          | 主角                                    |                                         | 提及                                    |                                         | 客串                                    | 客串                                    | 主角                                    |                                         |                                         |                                         | 主角                                    | 主角                                    |                                |                                   |                                     |                                                                    |                                                                    |                                                                    |                                                |                                                |                                                |                                                |  |
| 克蕾莎·拉魯 Clarisse La Rue                                        | 主角                                            | 主角                                            | 客串                                            | 主角                                            | 主角                                            | 主角                                            | 待公布                                          | 待公布                                          | 客串                                    |                                         | 提及                                    |                                         | 客串                                    | 客串                                    | 提及                                    |                                         |                                         |                                         |                                         | 提及                                    |                                |                                   |                                     |                                                                    |                                                                    | 提及                                                               |                                                |                                                |                                                |                                                |  |
| 卡呂普索 Calypso                                                   |                                                 |                                                 |                                                 | 主角                                            |                                                 | 提及                                            | 待公布                                          | 待公布                                          |                                         |                                         |                                         |                                         | 主角                                    | 客串                                    | 主角                                    | 主角                                    |                                         |                                         | 提及                                    |                                         |                                |                                   |                                     |                                                                    |                                                                    |                                                                    |                                                |                                                |                                                |                                                |  |
| Leo Valdez                                                         |                                                 |                                                 |                                                 |                                                 |                                                 |                                                 | 待公布                                          | 待公布                                          | Main                                    | 客串                                    | 主角                                    | 主角                                    | 主角                                    | 主角                                    | 客串                                    | 主角                                    | 客串                                    | 提及                                    | 客串                                    | 提及                                    |                                |                                   |                                     |                                                                    |                                                                    |                                                                    |                                                |                                                |                                                |                                                |  |
| Piper McLean                                                       |                                                 |                                                 |                                                 |                                                 |                                                 |                                                 | 待公布                                          | 待公布                                          | 主角                                    | 客串                                    | 主角                                    | 主角                                    | 主角                                    | 主角                                    | 提及                                    | 提及                                    | 主角                                    | 提及                                    | 客串                                    | 客串                                    |                                |                                   |                                     |                                                                    |                                                                    |                                                                    |                                                |                                                |                                                |                                                |  |
| Jason Grace                                                        |                                                 |                                                 |                                                 |                                                 |                                                 |                                                 | 待公布                                          | 待公布                                          | 主角                                    | 客串                                    | 主角                                    | 主角                                    | 主角                                    | 主角                                    | 提及                                    | 提及                                    | 主角                                    | 提及                                    | 客串                                    | 提及                                    |                                |                                   |                                     |                                                                    |                                                                    |                                                                    |                                                |                                                | 提及                                           |                                                |  |
| Hazel Levesque                                                     |                                                 |                                                 |                                                 |                                                 |                                                 |                                                 | 待公布                                          | 待公布                                          |                                         | 主角                                    | 主角                                    | 主角                                    | 主角                                    | 主角                                    | 提及                                    | 提及                                    | 提及                                    | 主角                                    | 客串                                    | 提及                                    |                                |                                   |                                     |                                                                    |                                                                    |                                                                    |                                                |                                                |                                                |                                                |  |
| Frank Zhang                                                        |                                                 |                                                 |                                                 |                                                 |                                                 |                                                 | 待公布                                          | 待公布                                          |                                         | 主角                                    | 主角                                    | 主角                                    | 主角                                    | 主角                                    | 提及                                    | 提及                                    | 提及                                    | 主角                                    | 客串                                    | 提及                                    |                                |                                   |                                     |                                                                    |                                                                    |                                                                    |                                                |                                                |                                                |                                                |  |
| Reyna Avila Ramírez-Arellano RARA                                  |                                                 | 客串                                            |                                                 |                                                 |                                                 |                                                 | 待公布                                          | 待公布                                          | 提及                                    | 主角                                    | 主角                                    | 主角                                    | 主角                                    | 主角                                    | 提及                                    | 提及                                    | 提及                                    | 主角                                    | 客串                                    | 提及                                    | 提及                           |                                   |                                     |                                                                    |                                                                    |                                                                    |                                                |                                                |                                                |                                                |  |
| Ella                                                               |                                                 |                                                 |                                                 |                                                 |                                                 |                                                 | 待公布                                          | 待公布                                          |                                         | 主角                                    | 配角                                    |                                         | 提及                                    | 客串                                    | 提及                                    | 提及                                    | 提及                                    | 客串                                    | 提及                                    |                                         |                                |                                   |                                     |                                                                    |                                                                    |                                                                    |                                                |                                                |                                                |                                                |  |
| Coach Gleeson Hedge                                                |                                                 |                                                 |                                                 |                                                 |                                                 | 提及                                            | 待公布                                          | 待公布                                          | 主角                                    |                                         | 主角                                    |                                         | 主角                                    | 主角                                    | 提及                                    |                                         | 主角                                    |                                         |                                         |                                         |                                |                                   |                                     |                                                                    |                                                                    |                                                                    |                                                |                                                |                                                |                                                |  |
| 威爾·索拉斯 William "Will" Solace                                  |                                                 |                                                 |                                                 |                                                 |                                                 | 客串                                            | 待公布                                          | 待公布                                          | 配角                                    |                                         |                                         |                                         |                                         | 配角                                    | 主角                                    | 提及                                    |                                         |                                         | 主角                                    | 主角                                    |                                |                                   |                                     |                                                                    |                                                                    |                                                                    |                                                |                                                |                                                |                                                |  |
| 伊阿珀托斯 Iapetus / Bob                                           |                                                 |                                                 |                                                 |                                                 | 主角                                            |                                                 | 待公布                                          | 待公布                                          |                                         |                                         |                                         |                                         | 主角                                    | 提及                                    |                                         |                                         |                                         |                                         |                                         | 主角                                    |                                |                                   |                                     |                                                                    |                                                                    |                                                                    |                                                |                                                |                                                |                                                |  |
| 阿波羅 Apollo / Lester Papadopoulos                                | 提及                                            |                                                 | 主角                                            | 提及                                            |                                                 | 配角                                            | 待公布                                          | 待公布                                          |                                         | 提及                                    | 提及                                    | 提及                                    | 提及                                    | 主角                                    | 主角                                    | 主角                                    | 主角                                    | 主角                                    | 主角                                    | 客串                                    |                                |                                   |                                     |                                                                    |                                                                    |                                                                    |                                                | 提及                                           |                                                |                                                |  |
| Margaret "Meg" McCaffrey                                           |                                                 |                                                 |                                                 |                                                 |                                                 |                                                 | 待公布                                          | 待公布                                          |                                         |                                         |                                         |                                         |                                         |                                         | 主角                                    | 主角                                    | 主角                                    | 主角                                    | 主角                                    | 客串                                    |                                |                                   |                                     |                                                                    |                                                                    |                                                                    |                                                |                                                |                                                |                                                |  |
| Hemithea "Emmie" (née Molpadia)                                    |                                                 |                                                 |                                                 |                                                 |                                                 |                                                 | 待公布                                          | 待公布                                          |                                         |                                         |                                         |                                         |                                         |                                         |                                         | 主角                                    | 提及                                    |                                         |                                         |                                         |                                |                                   |                                     |                                                                    |                                                                    |                                                                    |                                                |                                                |                                                |                                                |  |
| Lavinia Asimov                                                     |                                                 |                                                 |                                                 |                                                 |                                                 |                                                 | 待公布                                          | 待公布                                          |                                         |                                         |                                         |                                         |                                         |                                         |                                         |                                         |                                         | 客串                                    | 提及                                    |                                         |                                |                                   |                                     |                                                                    |                                                                    |                                                                    |                                                |                                                |                                                |                                                |  |
| Carter Kane                                                        |                                                 |                                                 |                                                 |                                                 |                                                 |                                                 | 待公布                                          | 待公布                                          |                                         |                                         |                                         |                                         |                                         |                                         |                                         |                                         |                                         |                                         |                                         |                                         | 主角                           | 主角                              | 主角                                | 主角                                                               | 提及                                                               | 主角                                                               |                                                |                                                |                                                |                                                |  |
| Horus                                                              |                                                 |                                                 |                                                 |                                                 |                                                 |                                                 | 待公布                                          | 待公布                                          |                                         |                                         |                                         |                                         |                                         |                                         |                                         |                                         |                                         |                                         |                                         |                                         | 主角                           | 主角                              | 主角                                |                                                                    |                                                                    |                                                                    |                                                |                                                |                                                |                                                |  |
| Sadie Kane                                                         |                                                 |                                                 |                                                 |                                                 |                                                 |                                                 | 待公布                                          | 待公布                                          |                                         |                                         |                                         |                                         |                                         |                                         |                                         |                                         |                                         |                                         |                                         |                                         | 主角                           | 主角                              | 主角                                | 提及                                                               | 主角                                                               | 主角                                                               |                                                |                                                |                                                |                                                |  |
| Isis                                                               |                                                 |                                                 |                                                 |                                                 |                                                 |                                                 | 待公布                                          | 待公布                                          |                                         |                                         |                                         |                                         |                                         |                                         |                                         |                                         |                                         |                                         |                                         |                                         | 主角                           | 主角                              | 主角                                |                                                                    | 提及                                                               |                                                                    |                                                |                                                |                                                |                                                |  |
| Anubis                                                             |                                                 |                                                 |                                                 |                                                 |                                                 |                                                 | 待公布                                          | 待公布                                          |                                         |                                         |                                         |                                         |                                         |                                         |                                         |                                         |                                         |                                         |                                         |                                         | 主角                           | 主角                              | 主角                                |                                                                    |                                                                    |                                                                    |                                                |                                                |                                                |                                                |  |
| Walt Stone                                                         |                                                 |                                                 |                                                 |                                                 |                                                 |                                                 | 待公布                                          | 待公布                                          |                                         |                                         |                                         |                                         |                                         |                                         |                                         |                                         |                                         |                                         |                                         |                                         |                                | 主角                              | 主角                                |                                                                    |                                                                    |                                                                    |                                                |                                                |                                                |                                                |  |
| Zia Rashid                                                         |                                                 |                                                 |                                                 |                                                 |                                                 |                                                 | 待公布                                          | 待公布                                          |                                         |                                         |                                         |                                         |                                         |                                         |                                         |                                         |                                         |                                         |                                         |                                         | 主角                           | 主角                              | 主角                                |                                                                    |                                                                    |                                                                    |                                                |                                                |                                                |                                                |  |
| Ra                                                                 |                                                 |                                                 |                                                 |                                                 |                                                 |                                                 | 待公布                                          | 待公布                                          |                                         |                                         |                                         |                                         |                                         |                                         |                                         |                                         |                                         |                                         |                                         |                                         | 提及                           | 主角                              | 主角                                |                                                                    |                                                                    |                                                                    |                                                |                                                |                                                |                                                |  |
| Amos Kane                                                          |                                                 |                                                 |                                                 |                                                 |                                                 |                                                 | 待公布                                          | 待公布                                          |                                         |                                         |                                         |                                         |                                         |                                         |                                         |                                         |                                         |                                         |                                         |                                         | 主角                           | 主角                              | 主角                                |                                                                    |                                                                    |                                                                    |                                                |                                                |                                                |                                                |  |
| Set                                                                |                                                 |                                                 |                                                 |                                                 |                                                 |                                                 | 待公布                                          | 待公布                                          |                                         |                                         |                                         |                                         |                                         |                                         |                                         |                                         |                                         |                                         |                                         |                                         | 主角                           | 主角                              | 主角                                |                                                                    |                                                                    |                                                                    |                                                |                                                |                                                |                                                |  |
| Iskandar                                                           |                                                 |                                                 |                                                 |                                                 |                                                 |                                                 | 待公布                                          | 待公布                                          |                                         |                                         |                                         |                                         |                                         |                                         |                                         |                                         |                                         |                                         |                                         |                                         | 主角                           | 提及                              | 提及                                |                                                                    |                                                                    |                                                                    |                                                |                                                |                                                |                                                |  |
| Michel Desjardins                                                  |                                                 |                                                 |                                                 |                                                 |                                                 |                                                 | 待公布                                          | 待公布                                          |                                         |                                         |                                         |                                         |                                         |                                         |                                         |                                         |                                         |                                         |                                         |                                         | 主角                           | 主角                              | 主角                                |                                                                    |                                                                    |                                                                    |                                                |                                                |                                                |                                                |  |
| Julius Kane                                                        |                                                 |                                                 |                                                 |                                                 |                                                 |                                                 | 待公布                                          | 待公布                                          |                                         |                                         |                                         |                                         |                                         |                                         |                                         |                                         |                                         |                                         |                                         |                                         | 主角                           | 配角                              | 主角                                |                                                                    |                                                                    |                                                                    |                                                |                                                |                                                |                                                |  |
| Osiris                                                             |                                                 |                                                 |                                                 |                                                 |                                                 |                                                 | 待公布                                          | 待公布                                          |                                         |                                         |                                         |                                         |                                         |                                         |                                         |                                         |                                         |                                         |                                         |                                         | 主角                           | 配角                              | 主角                                |                                                                    |                                                                    |                                                                    |                                                |                                                |                                                |                                                |  |
| Ruby Kane                                                          |                                                 |                                                 |                                                 |                                                 |                                                 |                                                 | 待公布                                          | 待公布                                          |                                         |                                         |                                         |                                         |                                         |                                         |                                         |                                         |                                         |                                         |                                         |                                         | 客串                           | 配角                              | 主角                                |                                                                    |                                                                    |                                                                    |                                                |                                                |                                                |                                                |  |
| Alyssa                                                             |                                                 |                                                 |                                                 |                                                 |                                                 |                                                 | 待公布                                          | 待公布                                          |                                         |                                         |                                         |                                         |                                         |                                         |                                         |                                         |                                         |                                         |                                         |                                         |                                | 主角                              | 主角                                |                                                                    |                                                                    |                                                                    |                                                |                                                |                                                |                                                |  |
| Cleo                                                               |                                                 |                                                 |                                                 |                                                 |                                                 |                                                 | 待公布                                          | 待公布                                          |                                         |                                         |                                         |                                         |                                         |                                         |                                         |                                         |                                         |                                         |                                         |                                         |                                | 主角                              | 主角                                |                                                                    |                                                                    |                                                                    |                                                |                                                |                                                |                                                |  |
| Felix                                                              |                                                 |                                                 |                                                 |                                                 |                                                 |                                                 | 待公布                                          | 待公布                                          |                                         |                                         |                                         |                                         |                                         |                                         |                                         |                                         |                                         |                                         |                                         |                                         |                                | 主角                              | 主角                                |                                                                    |                                                                    |                                                                    |                                                |                                                |                                                |                                                |  |
| Julian                                                             |                                                 |                                                 |                                                 |                                                 |                                                 |                                                 | 待公布                                          | 待公布                                          |                                         |                                         |                                         |                                         |                                         |                                         |                                         |                                         |                                         |                                         |                                         |                                         |                                | 主角                              | 主角                                |                                                                    |                                                                    |                                                                    |                                                |                                                |                                                |                                                |  |
| Séan                                                               |                                                 |                                                 |                                                 |                                                 |                                                 |                                                 | 待公布                                          | 待公布                                          |                                         |                                         |                                         |                                         |                                         |                                         |                                         |                                         |                                         |                                         |                                         |                                         |                                | 主角                              | 主角                                |                                                                    |                                                                    |                                                                    |                                                |                                                |                                                |                                                |  |
| Shelby                                                             |                                                 |                                                 |                                                 |                                                 |                                                 |                                                 | 待公布                                          | 待公布                                          |                                         |                                         |                                         |                                         |                                         |                                         |                                         |                                         |                                         |                                         |                                         |                                         |                                | 主角                              | 主角                                |                                                                    |                                                                    |                                                                    |                                                |                                                |                                                |                                                |  |
| Leonid                                                             |                                                 |                                                 |                                                 |                                                 |                                                 |                                                 | 待公布                                          | 待公布                                          |                                         |                                         |                                         |                                         |                                         |                                         |                                         |                                         |                                         |                                         |                                         |                                         |                                | 主角                              | 主角                                |                                                                    |                                                                    |                                                                    |                                                |                                                |                                                |                                                |  |
| Magnus Chase                                                       |                                                 |                                                 |                                                 |                                                 |                                                 |                                                 | 待公布                                          | 待公布                                          |                                         |                                         |                                         |                                         |                                         | 提及                                    |                                         |                                         |                                         |                                         |                                         |                                         |                                |                                   |                                     |                                                                    |                                                                    |                                                                    | 主角                                           | 主角                                           | 主角                                           | 提及                                           |  |
| Blitzen "Blitz"                                                    |                                                 |                                                 |                                                 |                                                 |                                                 |                                                 | 待公布                                          | 待公布                                          |                                         |                                         |                                         |                                         |                                         |                                         |                                         |                                         |                                         |                                         |                                         |                                         |                                |                                   |                                     |                                                                    |                                                                    |                                                                    | 主角                                           | 主角                                           | 主角                                           | 主角                                           |  |
| Hearthstone "Hearth"                                               |                                                 |                                                 |                                                 |                                                 |                                                 |                                                 | 待公布                                          | 待公布                                          |                                         |                                         |                                         |                                         |                                         |                                         |                                         |                                         |                                         |                                         |                                         |                                         |                                |                                   |                                     |                                                                    |                                                                    |                                                                    | 主角                                           | 主角                                           | 主角                                           | 主角                                           |  |
| Samirah "Sam" al-Abbas Loki                                        |                                                 |                                                 |                                                 |                                                 |                                                 |                                                 | 待公布                                          | 待公布                                          |                                         |                                         |                                         |                                         |                                         |                                         |                                         |                                         |                                         |                                         |                                         |                                         |                                |                                   |                                     |                                                                    |                                                                    |                                                                    | 主角                                           | 主角                                           | 主角                                           | 主角                                           |  |
| Sumarbrander "Jack" The Sword of Summer                            |                                                 |                                                 |                                                 |                                                 |                                                 |                                                 | 待公布                                          | 待公布                                          |                                         |                                         |                                         |                                         |                                         |                                         |                                         |                                         |                                         |                                         |                                         |                                         |                                |                                   |                                     |                                                                    |                                                                    |                                                                    | 主角                                           | 主角                                           | 主角                                           | 主角                                           |  |
| Alex Fierro                                                        |                                                 |                                                 |                                                 |                                                 |                                                 |                                                 | 待公布                                          | 待公布                                          |                                         |                                         |                                         |                                         |                                         |                                         |                                         |                                         |                                         |                                         |                                         |                                         |                                |                                   |                                     |                                                                    |                                                                    |                                                                    |                                                | 主角                                           | 主角                                           | 主角                                           |  |
| 反派                                                               |                                                 |                                                 |                                                 |                                                 |                                                 |                                                 |                                                 |                                                 |                                         |                                         |                                         |                                         |                                         |                                         |                                         |                                         |                                         |                                         |                                         |                                         |                                |                                   |                                     |                                                                    |                                                                    |                                                                    |                                                |                                                |                                                |                                                |  |
| 克羅諾斯 Kronos                                                    | 提及                                            | 配角                                            | 主角                                            | 主角                                            | 提及                                            | 主角                                            | 待公布                                          | 待公布                                          | 提及                                    | 提及                                    |                                         |                                         | 提及                                    | 提及                                    |                                         |                                         |                                         |                                         |                                         | 提及                                    |                                |                                   |                                     |                                                                    |                                                                    |                                                                    |                                                |                                                |                                                |                                                |  |
| Gaea / Mother Earth                                                | 角色寂靜中                                      | 角色寂靜中                                      | 提及                                            | 提及                                            | 角色寂靜中                                      | 角色寂靜中                                      | 待公布                                          | 待公布                                          | 主角                                    | 主角                                    | 主角                                    | 提及                                    | 提及                                    | 主角                                    | 角色寂靜中                              | 角色寂靜中                              | 角色寂靜中                              | 角色寂靜中                              | 角色寂靜中                              | 提及                                    | 角色寂靜中                     | 角色寂靜中                        | 角色寂靜中                          | 角色寂靜中                                                         | 角色寂靜中                                                         | 角色寂靜中                                                         | 角色寂靜中                                     | 角色寂靜中                                     | 角色寂靜中                                     | 角色寂靜中                                     |  |
| Octavian                                                           |                                                 |                                                 |                                                 |                                                 |                                                 |                                                 | 待公布                                          | 待公布                                          |                                         | 主角                                    | 主角                                    |                                         | 主角                                    | 主角                                    | 提及                                    |                                         |                                         |                                         |                                         | 提及                                    |                                |                                   |                                     |                                                                    |                                                                    |                                                                    |                                                |                                                |                                                |                                                |  |
| Emperor Nero                                                       |                                                 |                                                 |                                                 |                                                 |                                                 |                                                 | 待公布                                          | 待公布                                          |                                         |                                         |                                         |                                         | 提及                                    |                                         | 主角                                    | 配角                                    | 配角                                    | 提及                                    | 主角                                    | 提及                                    |                                |                                   |                                     |                                                                    |                                                                    |                                                                    |                                                |                                                |                                                |                                                |  |
| Emperor Commodus                                                   |                                                 |                                                 |                                                 |                                                 |                                                 |                                                 | 待公布                                          | 待公布                                          |                                         |                                         |                                         |                                         |                                         |                                         | 客串                                    | 主角                                    | 提及                                    | 主角                                    | 提及                                    |                                         |                                |                                   |                                     |                                                                    |                                                                    |                                                                    |                                                |                                                |                                                |                                                |  |
| Emperor Caligula                                                   |                                                 |                                                 |                                                 |                                                 |                                                 |                                                 | 待公布                                          | 待公布                                          |                                         |                                         |                                         |                                         | 提及                                    |                                         | 客串                                    | 提及                                    | 主角                                    | 主角                                    | 提及                                    |                                         |                                |                                   |                                     |                                                                    |                                                                    |                                                                    |                                                |                                                |                                                |                                                |  |
| King Tarquin                                                       |                                                 |                                                 |                                                 |                                                 |                                                 |                                                 | 待公布                                          | 待公布                                          |                                         |                                         |                                         |                                         |                                         |                                         |                                         |                                         | 提及                                    | 主角                                    | 提及                                    |                                         |                                |                                   |                                     |                                                                    |                                                                    |                                                                    |                                                |                                                |                                                |                                                |  |
| Apophis                                                            |                                                 |                                                 |                                                 |                                                 |                                                 |                                                 | 待公布                                          | 待公布                                          |                                         |                                         |                                         |                                         |                                         |                                         |                                         |                                         |                                         |                                         |                                         |                                         | 主角                           | 主角                              | 主角                                | 提及                                                               | 提及                                                               | 提及                                                               |                                                |                                                |                                                |                                                |  |
| Kwai                                                               |                                                 |                                                 |                                                 |                                                 |                                                 |                                                 | 待公布                                          | 待公布                                          |                                         |                                         |                                         |                                         |                                         |                                         |                                         |                                         |                                         |                                         |                                         |                                         |                                | 主角                              | 主角                                |                                                                    |                                                                    |                                                                    |                                                |                                                |                                                |                                                |  |
| Vladimir Menshikov                                                 |                                                 |                                                 |                                                 |                                                 |                                                 |                                                 | 待公布                                          | 待公布                                          |                                         |                                         |                                         |                                         |                                         |                                         |                                         |                                         |                                         |                                         |                                         |                                         |                                | 主角                              |                                     |                                                                    |                                                                    |                                                                    |                                                |                                                |                                                |                                                |  |
| Sarah Jacobi                                                       |                                                 |                                                 |                                                 |                                                 |                                                 |                                                 | 待公布                                          | 待公布                                          |                                         |                                         |                                         |                                         |                                         |                                         |                                         |                                         |                                         |                                         |                                         |                                         |                                | 主角                              | 主角                                |                                                                    |                                                                    |                                                                    |                                                |                                                |                                                |                                                |  |
| Setne                                                              |                                                 |                                                 |                                                 |                                                 |                                                 |                                                 | 待公布                                          | 待公布                                          |                                         |                                         |                                         |                                         |                                         |                                         |                                         |                                         |                                         |                                         |                                         |                                         |                                |                                   | 主角                                | 提及                                                               | 提及                                                               | 主角                                                               |                                                |                                                |                                                |                                                |  |
| Loki                                                               |                                                 |                                                 |                                                 |                                                 |                                                 |                                                 | 待公布                                          | 待公布                                          |                                         |                                         |                                         |                                         |                                         |                                         |                                         |                                         |                                         |                                         |                                         |                                         |                                |                                   |                                     |                                                                    |                                                                    |                                                                    | 配角                                           | 主角                                           | 主角                                           | 提及                                           |  |
| Python                                                             | 提及                                            |                                                 |                                                 |                                                 |                                                 |                                                 | 待公布                                          | 待公布                                          |                                         |                                         |                                         |                                         |                                         | 提及                                    | 客串                                    | 提及                                    | 客串                                    | 客串                                    | 主角                                    | 提及                                    |                                |                                   |                                     |                                                                    |                                                                    |                                                                    |                                                |                                                |                                                |                                                |  |
| 凡人                                                               |                                                 |                                                 |                                                 |                                                 |                                                 |                                                 |                                                 |                                                 |                                         |                                         |                                         |                                         |                                         |                                         |                                         |                                         |                                         |                                         |                                         |                                         |                                |                                   |                                     |                                                                    |                                                                    |                                                                    |                                                |                                                |                                                |                                                |  |
| 莎莉·傑克森 Sally Jackson                                          | 主角                                            | 配角                                            | 配角                                            | 配角                                            | 配角                                            | 配角                                            | 待公布                                          | 待公布                                          | 提及                                    | 提及                                    | 提及                                    | 提及                                    | 提及                                    | 提及                                    | 客串                                    | 提及                                    |                                         |                                         |                                         | 客串                                    |                                |                                   |                                     |                                                                    |                                                                    |                                                                    |                                                |                                                | 提及                                           |                                                |  |
| 蓋柏·亞力安諾 Gabriel "Gabe" Ugliano                               | 主角                                            |                                                 |                                                 |                                                 |                                                 |                                                 | 待公布                                          | 待公布                                          |                                         |                                         |                                         |                                         | 提及                                    |                                         |                                         |                                         |                                         |                                         |                                         |                                         |                                |                                   |                                     |                                                                    |                                                                    |                                                                    |                                                |                                                |                                                |                                                |  |
| 菲德克·雀斯 Frederick Chase                                        | 客串                                            | 客串                                            | 主角                                            |                                                 |                                                 | 提及                                            | 待公布                                          | 待公布                                          |                                         |                                         | 提及                                    |                                         | 提及                                    | 提及                                    |                                         |                                         |                                         |                                         |                                         |                                         |                                |                                   |                                     |                                                                    |                                                                    |                                                                    | 客串                                           | 提及                                           | 提及                                           |                                                |  |
| 保羅·布魯菲斯 Paul Blofis                                          |                                                 |                                                 | 配角                                            | 配角                                            | 配角                                            | 配角                                            | 待公布                                          | 待公布                                          |                                         | 客串                                    |                                         |                                         | 提及                                    | 提及                                    | 提及                                    | 客串                                    | 提及                                    |                                         |                                         |                                         |                                |                                   |                                     |                                                                    |                                                                    |                                                                    |                                                |                                                | 提及                                           |                                                |  |
| Beryl Grace                                                        |                                                 |                                                 | 提及                                            |                                                 | 主角                                            |                                                 | 待公布                                          | 待公布                                          | 提及                                    |                                         |                                         |                                         | 提及                                    |                                         |                                         |                                         |                                         |                                         |                                         |                                         |                                |                                   |                                     |                                                                    |                                                                    |                                                                    |                                                |                                                |                                                |                                                |  |
| 梅·凱司特倫 May Castellan                                          |                                                 |                                                 |                                                 |                                                 |                                                 | 主角                                            | 待公布                                          | 待公布                                          |                                         |                                         |                                         | 提及                                    |                                         | 提及                                    |                                         |                                         |                                         |                                         |                                         |                                         |                                |                                   |                                     |                                                                    |                                                                    |                                                                    |                                                |                                                |                                                |                                                |  |
| Tristan McLean                                                     |                                                 |                                                 |                                                 |                                                 |                                                 |                                                 | 待公布                                          | 待公布                                          | 主角                                    |                                         |                                         |                                         |                                         | 提及                                    | 提及                                    |                                         | 配角                                    |                                         |                                         | 提及                                    |                                |                                   |                                     |                                                                    |                                                                    |                                                                    |                                                |                                                |                                                |                                                |  |
| Estelle Blofis                                                     |                                                 |                                                 |                                                 |                                                 |                                                 |                                                 | 待公布                                          | 待公布                                          |                                         |                                         |                                         |                                         |                                         |                                         |                                         |                                         |                                         | 提及                                    |                                         | 客串                                    |                                |                                   |                                     |                                                                    |                                                                    |                                                                    |                                                |                                                | 客串                                           |                                                |  |

1. ↑  和馬克·大城 ( Mark Oshiro ) 合作寫成

## 混血營編年史

### 波西·傑克森
本作主角，波賽頓之子。在水中能夠呼吸、並增強體能，也有操控水流的能力。
居住在美國曼哈頓，與母親相依為命。由於患有閱讀障礙和過動症，在學校常被視為問題學生並不斷轉學。十二歲時由於被復仇女神發現並被彌諾陶追殺，逃至混血營並得知自己的身世，並與營中的夥伴一同努力對抗泰坦的威脅。在《終極天神》結尾，原本能夠成為天神，但放棄這個權利，並希望所有天神以後能認領自己的小孩，不再任其自生自滅。
全名為「柏修斯·傑克森」（Perseus Jackson），名字與希臘英雄柏修斯同名。
雖然在神話中有很多兄弟姊妹，但他私下只認泰森是弟弟以及遠親兼馬爾斯的兒子法蘭克．張是家人，另外在太陽神試煉中透漏其母親和繼父保羅生有一個新妹妹。

### 安娜貝斯·雀斯
雅典娜之女，為人聰明機智，擅長思考策略以解決問題。持有一頂能讓戴上者隱身的棒球帽。
由於和後母不和，七歲時離家出走，和路克、泰麗雅等人一同前往混血營。由於雅典娜和波賽頓在神話中曾有過爭執，起初對波西有反感，後來兩人關係慢慢改善，最後成為情侶。和父親與後母的關係也在波西的鼓勵下終於復合，有兩個同父異母的凡人弟弟、以及北歐神話中弗雷兒子的表弟馬格努斯·雀斯。
喜歡建築，在《終極天神》結尾，被任命負責設計重建奧林帕斯山的建築物和成為主角波西的女朋友。

### 格羅佛·安德伍德
自稱是波西的守護者的羊男，也是他的好朋友。為人有些膽小，容易緊張。在《神火之賊》中，偽裝成人類，以波西同學的身分暗自守護他，並試圖帶波西母子一同前往混血營。取得了探查者資格後，試圖尋找潘的下落。在《妖魔之海》中，與波西建立共感連結，兩人能在遠處分享內心的想法。在《終極天神》結尾繼承潘的職務，成為新的野地之神。
能夠使用自然魔法，讓植物生長、與動物溝通，以橡實追蹤人等等。

### 泰麗雅·葛瑞斯
宙斯之女，和年幼的路克及安娜貝斯逃家並一同前往混血營，為了保護同伴、在混血之丘被怪物殺死。被宙斯變為松樹並守護著混血營邊界。在《妖魔之海》中，松樹被路克下毒，導致邊界的防護魔法失效。之後波西等人以金羊毛解除了毒素，但泰麗雅亦變回人形。在《泰坦魔咒》中，加入了獵女隊並成為隊長。藉此避免自己成年後、可能會成為預言中決定奧林帕斯命運的人。在《終極天神》中，率領獵女隊支援混血營。
能夠召喚雷電以長槍和弓箭為武器，並有一條能變成盾牌的手錶。雖然父親是天空之神，但泰麗雅患有懼高症。
有一個弟弟傑生．葛瑞斯，但跟她不同，是由宙斯的羅馬分身朱比特所生。從小跟母親關係很差，這情況雖然在傑生出生之後為了照顧弟弟而有所改善，但在傑生被希拉帶走後關係又緊張起來，導致她最後逃家，因為失去弟弟過於傷痛，這件事連摯友的安娜貝絲和路克也沒有說。不過，在［混血營英雄］裡，傑生與泰麗亞最終還是有團圓。

### 泰森
獨眼巨人，波賽頓之子，波西同父異母的弟弟。起初在人類的學校受人欺負，之後被波西帶回混血營並一同參與尋找金羊毛的任務。在《妖魔之海》結尾被帶往波賽頓的海底宮殿，與其他獨眼巨人一同在鍛造廠工作。在《終極天神》中與同伴一同對抗泰風，並在結尾成為奧林帕斯的將軍。
擅長鍛造物品，對火有免疫力。能夠聽到他人在遠處的交談內容，並模仿他人的聲音。

### 尼克·帝亞傑羅
黑帝斯之子，碧安卡的弟弟，姐弟兩人皆在第二次世界大戰前出生。提及過在1938年時六歲左右，推測為1932年1月28日出生。
能感知某人是否死去，可以召喚亡靈、骷髅及石牆，並感受到「死亡光環」。
原本是個活潑並充滿好奇心的男孩、喜歡並收藏著希臘神話的玩具雕像及遊戲卡。在碧安卡死後性情大變，離開混血營試圖將她復活，於《迷宮戰場》放棄此念頭。
在《終極天神》中，建議波西將身體泡入冥河以取得刀槍不入之身，並說服黑帝斯出兵援助奧林帕斯山。在混血營英雄故事開始前被黑帝斯送到朱彼得營得知羅馬混血人的事情，並且桑納托斯被囚禁後試圖從冥界帶回碧安卡，但因為碧安卡早一步選擇重生而改讓黑帝斯的羅馬分身普魯托的女兒海柔復活。之後雖然一度被蓋亞抓住並且被巨人囚禁，但還是在波西和傑生與戴歐尼修斯的羅馬分身巴克斯合力打倒巨人後救回。
同性戀，在與邱比特對峙的過程中承認自己喜歡波西，波西是他心中最強的混血人。在蓋亞大戰時與威爾·索拉斯有相當多互動。在大戰結束後和波西坦承自己以前喜歡他，覺得他很可愛，但不是尼克的型，說完就跑去找威爾了。在太陽神試煉一：秘密神諭中已開始和威爾交往。

### 路克·凱司特倫
希臘商旅之神荷米斯與凡人的混血兒子，原本是十一號小屋的指導員、波西的劍術教練，後來效忠於克羅諾斯。有著黃棕色的頭髮，在一次的任務中右臉留下了一道疤痕。認為父親拋棄了自己，對奧林帕斯天神懷有怨恨。對克羅諾斯效忠並協助其復權的計畫。曾經在混血營參觀奧林帕斯山的活動中，偷走閃電火和黑暗之舵。在《神火之賊》結尾宣告離開混血營。之後以名為安朵美達號的郵輪作為據點，召集怪物及混血人作為軍隊。在《迷宮戰場》中，身心皆被克羅諾斯占據。在《終極天神》結尾，短暫恢復意識、以自己在九年前送給安娜貝斯的刀自殺並拯救了奧林帕斯。

### 奇戎
神話故事中的白色人馬 ，奇戎與其他粗野的人馬不同，睿智並擅長醫術，曾經訓練許多希臘神話故事中的英雄。在本作中是克羅諾斯的孩子，但厭惡父親的行為。他擔任混血營的主任，負責訓練混血人，並在波西等人迷惘時給予建議。在《神火之賊》開頭，為了確保波西的安全，偽裝成人類並擔任波西的拉丁語老師布魯納先生。

### 瑞秋·伊莉莎白·戴爾
紅髮、沒有天神血統的凡人女孩，但能看穿能遮掩凡人目光的迷霧魔法，喜歡藝術。
在《泰坦魔咒》中，於胡佛水壩遇見波西，對他很感興趣，並幫助他逃脫骷髏武士的追殺。在《迷宮戰場》中，於古迪高中協助波西打敗恩普莎。之後波西拜託她協助尋找代達羅斯設在迷宮中的工坊。在《終極天神》中，試圖警告波西關於大預言的事，並在結尾成為新任神諭。

### 克蕾莎·拉魯
阿瑞斯之女，五號小屋的指導員。個性蠻橫好鬥，喜歡找混血營新生的麻煩。有一把帶電的長槍。
在《妖魔之海》中，被指派尋找金羊毛的任務。在《機密檔案》中，獲准進行只有阿瑞斯兒子才可進行的儀式。在《終極天神》中，和尤邁可爭奪作為戰利品的飛天馬車，賭氣並和其他五號小屋成員一起不參與任何戰事。因目睹瑟琳娜犧牲而憤怒地參戰，並獲得阿瑞斯的祝福，所以英勇奮戰。

### 三大神
- 宙斯 ()

希臘的天帝及雷神，掌管整個天空及奧林帕斯，十二神之一。主要武器與力量來源為閃電火，為奧林帕斯最強的武器。象徵物是老鷹。
個性有些頑固，對於可能威脅祂地位的事物相當在意。他重視正義並賞罰分明，但因生性風流，與希拉結婚後，還是常和天界或人間女子陷入戀愛關係。
由於三大神的小孩力量過大，引發了第二次世界大戰，加上神諭作出：「有一位三大神的混血人小孩、會決定奧林帕斯存亡」的預言。於是宙斯帶著他的兩位兄弟發誓不再與凡人生小孩，但他和波賽頓都違背了誓言。
在《終極天神》結尾，與眾神一同答應認領並將所有混血人送往混血營，並在奧林帕斯大殿及混血營替所有天神設置王座及小屋。
混血營為其設置一號小屋，泰麗雅偶爾會住在這裡。
他在羅馬的形象為朱比特。
- 波塞頓（Poseidon）

希臘的海神、馬及地震之神，掌管整個海洋，宙斯的二哥，十二神之一。其象徵為三叉戟，能引起暴風、海嘯及地震。
個性爽朗，對波西無法平靜生活感到抱歉，但礙於天神的規矩而不能直接幫助他。相當關心波西母子，並以波西的英勇為榮。平時總穿著夏威夷杉、短褲及拖鞋，並有在海岸釣海怪的興趣。
混血營為其設置三號小屋，通常只有波西住在這裡。
他在羅馬的形象為涅普頓。
- 黑帝斯（Hades）

希臘的冥王，掌管整個冥界，宙斯的大哥。其象徵為名為黑暗之舵的頭盔，能讓祂隱身、融入黑暗及牆壁，並令人心生畏懼感。由於貴重金屬都埋藏在地底，是希臘神話中最富有的天神，因此亦有「財富之神」之稱。另外，他是地獄深淵塔耳塔洛斯的看守者，深淵裡囚禁了許多戰敗的泰坦巨神與恐怖怪物。
個性陰沉，對宙斯相當不滿，並且怨恨所有混血人。但與泰坦的第二次戰爭中，仍站在奧林帕斯一方。對於這個世紀的死人越來越多，工作量及支出日漸增長感到頭痛，因此對戰爭感到厭惡。
在奧林帕斯沒有王座，混血營亦畏懼提及祂而沒有設小屋，直到《終極天神》結尾才有設置。

### 十二神
- 希拉

希臘的天后，宙斯的姐姐及妻子。掌管婚姻、家庭。
對宙斯的花心及他的情婦、私生子感到厭惡。很重視自己心目中的「完美」家庭的安全，對此之外的事情不甚關心。由於安娜貝斯曾批評她，而記恨安娜貝斯。
由於其身分沒有混血人的小孩，但混血營為顧及其尊嚴，設有象徵意義的二號小屋。
- 狄蜜特（Demeter）

希臘的農業女神，宙斯的姐姐。因為泊瑟芬被黑帝斯綁架並成婚，常批評黑帝斯，也常對泊瑟芬抱怨日常瑣事。
在《終極天神》中，與黑帝斯和泊瑟芬一同護衛奧林帕斯山。
她的小孩性情溫和，擅長農藝及野外技能，能讓植物快速生長，並住在四號小屋。
- 阿瑞斯（Ares）

希臘戰神，宙斯與希拉之子。個性粗暴、喜好戰亂，能讓周遭的人煩躁並引起爭鬥心。在本作中，他常將自己的馬車外形變為哈雷機車，他的兒子在十五歲時會駕駛該馬車到阿瑞斯神殿以作為成年儀式。
在《神火之賊》中，雖然抓到了偷走閃電火及黑暗之舵的路克，但被克羅諾斯暫時控制，意圖引起三大神之間的戰爭。曾與波西打鬥並受傷，對他相當厭惡。
他的小孩性情與其父相似，喜歡打鬥及找人麻煩，並住在五號小屋。
- 雅典娜（Athena）

希臘的智慧及戰爭女神，宙斯之女。
做事相當理性，認為波西可能是奧林帕斯的威脅、亦不認同他和安娜貝斯交往。在《終極天神》結尾，向波西承認自己錯誤，並警告他不要做錯事。
發誓永保貞潔，但會和凡人談戀愛。她的小孩是從凡人父親的大腦中出生，就和雅典娜是從宙斯的頭中誕生一樣，並住在六號小屋。
- 阿波羅（Apollo）

希臘的太陽神及音樂、醫藥之神，掌管德爾菲的神諭之靈。宙斯與麗托之子，和阿蒂蜜絲是雙胞胎。
在本作中，他的馬車外形變為跑車。並喜歡創作五行詩及俳句。並常自顧自的吟唱詩歌，令周遭的神祇及人類感到苦惱。對女生相當殷勤，曾被阿蒂蜜絲警告不准調戲她的獵女。
他的小孩擅長弓箭並能以魔法治療傷患，並住在七號小屋。
- 阿蒂蜜絲（Artemis）

希臘的月神及狩獵女神，宙斯之女。喜歡變成外表約十二、三歲的女孩，常和阿波羅爭論誰較年長。
愛護所有的少女，對男性不抱有好感，但對奧林帕斯作出貢獻的英雄相當尊重。
由於發誓永保貞潔而沒有小孩，但旗下有群名為獵女隊的組織。成員為發誓永不戀愛、永保童貞並追隨她的女孩，加入者能長生不老。獵女隊造訪混血營時會暫居在八號小屋。
- 赫菲斯托斯（Hephaestus）

希臘的火神及工藝之神，宙斯與希拉之子。長相醜陋，小時候被希拉丟下奧林帕斯山而瘸了一隻腳。
擅長機械發明，在迷宮、聖海倫斯山等處設有工坊。認為機器比外人好相處，不擅處理人際關係。
他的小孩相貌普通、身材結實，擅長科技發明，並住在混血營的九號小屋。
他在羅馬的形象為兀兒肯。
- 阿芙蘿黛蒂（Aphrodite）

希臘的愛神及最美麗的女神，赫菲斯托斯的的妻子，但和阿瑞斯交往。
對愛情非常熱衷，不關心戀愛之外的其他事。認為阿蒂蜜絲和獵女隊相當無趣，覺得波西很可愛。
她的小孩外表迷人，喜好打扮容貌及談戀愛，並住在混血營的十號小屋。
她在羅馬的形象為維納斯。
- 荷米斯（Hermes）

希臘的商業、旅行、偷竊之神，奧林帕斯的信使，負責傳遞訊息。他的使者之杖能化為名叫喬治和瑪莎的兩條小蛇。
對於路克投入克羅諾斯的陣營感到痛心，但礙於天神的規矩無法直接介入。
他的孩子有些喜好惡作劇及偷竊，並住在混血營的十一號小屋。該屋子亦提供給訪客和未被天神父母認領的新生居住，直到《終極天神》結尾。
- 戴歐尼修斯（Dionysus）

希臘酒神，十二神中唯一從半神升格為天神者。
因為愛上某個森林精靈，被宙斯處罰禁酒並負責擔任混血營的活動主任。討厭混血營的生活及混血人。在《泰坦魔咒》中的天神大會後，負責清查低階的天神是否會倒戈至泰坦陣營。在《終極天神》結尾，刑期縮短為五十年。
他的小孩擅長運動及讓葡萄藤生長，並住在混血營的十二號小屋。
- 荷絲提雅（Hestia）

爐灶女神，負責照料爐火並讓家庭維持溫暖。亦是宙斯的姐姐、有時以八歲小女孩的模樣現身。由於希臘人是以將供品丟到火爐內獻給天神，因此她能分享部分供品。
過去是十二神之一，將王座讓給了戴歐尼修斯。由於發誓永保貞潔，她沒有混血人小孩，混血營亦沒有她的小屋。
在《終極天神》中，是唯一一位守護奧林帕斯大殿不被克羅諾斯破壞的天神。

### 其他神祇
- 復仇女神（Furies）

冥界的監督者，共有三位。長著蝙蝠翅膀，手持火鞭。又稱仁慈女神（Kindly Ones）。
- 阿勒卡托（Alecto）

復仇女神之一，在《神火之賊》中，化名為叫做道斯（Mrs· Dodds）的數學老師監視波西,亦化身為一名律師帶碧安卡.帝亞傑羅和尼克.帝亞傑羅到蓮花賭場。
- 麥格拉（Megaera）

復仇女神之一。
- 提希豐（Tisiphone）

復仇女神之一。
- 命運三女神（Fates）

掌管所有人生命長短的三位女神，形象為織毛線的老太太。會剪斷代表某人生命的毛線宣告其人生結束。
- 伊麗絲（Iris）

彩虹女神，為眾神及混血人傳遞訊息。
在本作中只要用水噴出彩虹，並奉上古希臘金幣，就能和特定人士進行視訊溝通。
- 卡戎

冥界的渡船人，負責看守位於洛杉磯的冥界入口、並運送死者進入冥界。
在本作中迷上了義大利服飾，並希望黑帝斯給他加薪。
- 繆斯

宙斯的九位女兒，負責奧林帕斯的音樂演奏。
- 甘尼梅德（Ganymede）

為宙斯斟酒及購酒的神，灰色三姐妹用他的錄音提醒顧客繫安全帶。
- 亞莉阿德妮（Ariadne）

克里特國的公主，米諾斯的女兒，曾幫助鐵修斯逃離彌諾陶的迷宮，但被鐵修斯遺棄。後來戴歐尼修斯愛上她並娶其為妻、因此獲得永生。
由於戴歐尼修斯被罰在混血營服務一百年，亞莉阿德妮只能在奧林帕斯山等待丈夫歸來。
- 涅羅士（Nereus）

被稱為大海老人的遠古海神，有預言的能力，若被人抓住就必須回答一個問題。
外表像遊民，常在舊金山西岸的海港曬太陽。
- 柔伊·奈施德（Zoë Nightshade）

阿特拉斯與大海女神普蕾昂妮的女兒，看守金蘋果的赫斯珀里德斯之一。
在神話時代愛上了海克力士，給他波濤劍，並協助他偷取金蘋果。因此被家人驅逐、亦沒記載在海克力士的冒險故事中。對男性及戀愛失望後，加入獵女隊並擔任隊長。
在《泰坦魔咒》中，為了掩護阿蒂蜜絲而被生父殺害。臨終前和波西和解，被阿蒂蜜絲變為新的星座。
- 赫斯珀里德斯（Hesperides）

阿特拉斯與大海女神普蕾昂妮的女兒，看守金蘋果的黎明女神、在本作中共有四位（不計柔伊）。
- 傑納斯（Janus）

羅馬神話中的掌管門及選擇的神、有兩張臉。
在《迷宮戰場》中，要求安娜貝斯作出是否殺害同伴的選擇，被希拉指責他來得過早後離開。之後投靠泰坦陣營。
- 卡吕普索（Calypso）

阿特拉斯的女兒，被處罰永遠不得離開奧吉吉亞島。天神每幾千年會送一個她會愛上、卻不會留下的英雄到島上。
在《迷宮戰場》中曾照顧掉落在島上的波西，並目送他離開。
- 潘

野地之神，是所有羊男的首領。在兩千年前失蹤，並傳出死訊，所有羊男皆試圖尋找他的下落。
由於人類過度開發，作為其象徵的野地完全消失而死去。在《迷宮戰場》中，以虛幻的形象鼓勵格羅佛等人後消失。
- 佛波斯（Phobos）

阿瑞斯與阿芙蘿黛蒂之子，象徵恐懼的神，能讓個人看見心中恐懼的景像。
在《機密檔案》中，因厭惡克蕾莎，與戴摩斯一同阻擾她的成年儀式。
- 戴摩斯（Deimos）

阿瑞斯與阿芙蘿黛蒂之子，象徵恐怖的神，擅長擾亂一群人的精神。
在《機密檔案》中，因厭惡克蕾莎，與佛波斯一同阻擾她的成年儀式。
- 泊瑟芬（Persephone）

象徵春天的女神，狄蜜特的女兒，黑帝斯的妻子。
對混血人相當友善，亦愛護丈夫，但討厭尼克。
在《機密檔案》中，曾私自命令骷髏工匠替黑帝斯打造能夠召喚死人、將活人送至冥界的劍。但劍在快完成時被人偷走，於是她委託波西、泰麗雅和尼克將劍尋回。
- 梅莉諾伊（英语：Melinoe）

冥界的亡魂女神，宙斯與泊瑟芬之女，負責監視在人間活動的死者。在《機密檔案》中登場，並投靠泰坦陣營、希望能夠不分晝夜騷擾活者。
- 凱瑞斯（Keres）

一群半人半蝙蝠的女性死神，靠吃亡魂維生。在《機密檔案》中登場，並投靠泰坦陣營。
- 帕勒蒙（Palaemon）

帶著一群鯊魚的年輕海神，在《終極天神》中，協助波賽頓防衛海中宮殿。
- 安菲屈蒂（Amphitrite）

波賽頓的妻子，對非親生的波賽頓混血孩子都平等對待，並無二心。
- 崔萊頓（Triton）

波賽頓與安菲屈蒂之子，尊重獨眼巨人。
- 達分

海豚之神，在《終極天神》中，協助波賽頓防衛海中宮殿。
- 夢菲斯（Morpheus）

希臘夢神，睡神希普諾斯之子，支持泰坦陣營。在《終極天神》中，曾讓格羅佛及所有紐約市民陷入沉睡。
- 黑卡蒂（Hecate）

希臘的魔法女神，支持泰坦陣營。在《終極天神》中，曾試圖破壞奧林帕斯山的魔法防禦，並讓凡人下意識迴避前往紐約市。
- 艾歐勒斯（Aeolus）

希臘風神，在《終極天神》中，率領部眾防範泰坦軍隊從空中入侵奧林帕斯山。
- 東河河神（East River）

紐約市東河的河神，外表是海豹與狼的混合。
常和哈德遜河河神吵架，對河川汙染感到頭痛。在《終極天神》中，由於波西將半枚能洗淨汙染的波賽頓沙幣給他，而協助保護奧林帕斯。
- 哈德遜河河神（Hudson River）

紐約市哈德遜河的河神，外表是個穿著水草的老人。
常和東河河神吵架，對河川汙染感到頭痛。在《終極天神》中，由於波西將半枚能洗淨汙染的波賽頓沙幣給他，而協助保護奧林帕斯。
- 龐玻娜（Pomona）

羅馬神話中的豐饒女神，對常被人將她和狄蜜特搞混感到憤怒。
支持泰坦陣營。在《終極天神》中，以自己的青銅像對波西和威爾·索拉斯大罵，並用青銅水果攻擊他們。
- 涅梅西絲（Nemesis）

代表復仇與報應的女神，黑夜女神妮克絲之女，向中村伊森保證他將來會讓混血人及低階天神受到尊重，並取走了他一隻眼睛作為代價。

### 自然精靈
- 水精靈（Naiads）

湖泊與河川的化身，能在水中自由活動，為奧林帕斯及混血營工作。
- 森林精靈（Dryad）

樹的化身，能將身體融入樹中，為奧林帕斯及混血營工作。為了逃離天神及羊男的追求，花了數百年練出一雙飛毛腿。
- 朱妮珀（Juniper）

身材嬌小的杜松樹精、格羅佛的女朋友，常擔心他的安危。
- 海精靈（Nereid）

水精靈的親戚，服侍波賽頓。在《神火之賊》中有一位海精靈奉命給予波西能逃離冥界的珍珠。

### 泰坦
- 克羅諾斯（Kronos）

泰坦之王，十二巨神之一，宙斯等神的父親。被宙斯打敗後，遭碎屍萬段並丟在塔爾塔洛斯深淵。被黑帝斯和狄蜜特認為是個糟糕透頂的父親。
說服路克為其效力，並設下許多計策、試圖重新掌權。他以一個金色石棺作為逃脫地獄深淵的工具，只要有支持者加入泰坦陣營，他就能在石棺內重組身體。在《迷宮戰場》附身到路克的身上。在《終極天神》中，率領怪物進攻奧林帕斯山，因路克自殺而分裂成億萬碎片，但因其不死之身而保住性命，荷米斯後來說因為克羅諾斯分散的太散而導致意識無法成形。
象徵物為一把大鐮刀，在本作中能短暫控制時間，這類和希臘神話一位名為柯羅諾斯的神相同的特徵。
- 瑞雅

克羅諾斯的妻子，宙斯等神的母親。反對丈夫將自己的小孩吃掉，秘密將宙斯隱藏並扶養長大。
- 阿蓋翁（Aigaios）

掌管海上風暴的精靈，協助泰坦陣營對抗波賽頓。
- 歐開諾斯（Oceanus）

克羅諾斯主政時，掌管海洋的泰坦。在神話時代不參與奧林帕斯與泰坦的戰爭。
在《迷宮戰場》中，泰森曾敘述祂和盟友一同保護安朵美達號不被波賽頓破壞。在《終極天神》中，與波賽頓在海中開戰。在克羅諾斯消失後，逃到海底深處。
- 阿特拉斯（Atlas）

希臘神話的擎天神，擔任泰坦陣營的指揮官，被稱為將軍。克羅諾斯被宙斯推翻後，被處罰永遠背負著天空。
在《泰坦魔咒》中，路克、安娜貝斯、阿蒂蜜絲、波西等人曾先後代替他背負天空。與阿蒂蜜絲的戰鬥中了波西的計策，最後仍繼續支撐天空的刑責。
- 伊阿珀托斯（Iapetus）

克羅諾斯的兄弟、阿特拉斯之父，代表西方。喜好用長槍刺穿敵人而被稱為「穿刺者」。
在《機密檔案》中，監督中村伊森偷取黑帝斯的劍。與波西的打鬥中，摔落到會洗去記憶的勒特河中，並以為自己是波西的好友鮑伯，《冥王之府》中犧牲自己為波西和安娜貝斯爭取到從塔耳塔洛斯的死亡之門返回人界的時間。
- 克里奧斯（Krios）

象徵南方與星辰的泰坦，在《終極天神》中，負責留守泰坦的大本營——奧特里斯山，被羅馬營執法官傑生·葛瑞斯所殺。
- 普羅米修斯（Prometheus）

創造人類的泰坦巨神，在神話時代支持奧林帕斯。在本作中，怨恨宙斯將他綁在巨石上，並想對其復仇。格羅佛稱呼他為代表「詭計」的巨神。
在《終極天神》中，向混血營及獵女隊的所有混血人提出和平協議，要求他們放棄防衛奧林帕斯山。並將潘朵拉的盒子給予波西，告訴波西若打算投降就打開盒子。在克羅諾斯消失後，重新和宙斯示好。
- 海波利昂（Hyperion）

象徵東方與光明的泰坦巨神。在《終極天神》中，率領怪物進攻奧林帕斯山。與波西決鬥，並被羊男們以魔法封在楓樹內。

### 混血營
- 查爾斯·貝肯朵夫（Charles Beckendorf）

赫菲斯托斯之子，九號小屋的指導員。個性溫柔穩重、體型結實，常在鐵工廠打造許多機械。
在《終極天神》中，於安朵美達號上設置火藥後，與船一同被炸死。
- 崔維斯·史托爾（Travis Stoll）

荷米斯之子，和其兄弟柯納在路克叛離後成為十一號小屋的指導員。喜愛惡作劇和偷竊。
- 柯納·史托爾（Connor Stoll）

荷米斯之子，和其兄弟崔維斯外表相似，時常一起搞怪。
雖不是雙胞胎，但波西無法從外表分辨兩人的差異。
- 克里斯·羅德里格茲（Chris Rodriguez）

荷米斯之子，曾投靠泰坦陣營。
被路克指派尋找亞莉阿德妮的線，卻在迷宮中迷路、被米諾斯的鬼魂弄得喪失心智，之後克蕾莎將他帶回混血營。其精神疾病被戴歐尼修斯治好後回歸奧林帕斯陣營，並和克蕾莎交往。
- 瑟琳娜·碧瑞嘉（Silena Beauregard）

阿芙蘿黛蒂之女，十號小屋的指導員，亦是貝肯朵夫的女朋友。由於曾對克蕾莎的戀愛問題作出建議，和她是好朋友。因路克保證混血營人員的安全，長年擔任間諜，向路克傳遞關於混血營的訊息。
在《終極天神》中，因貝肯朵夫死亡而大受打擊。假冒克蕾莎並率領五號小屋成員參戰，並被古蛇龍殺害。
- 李·佛雷秋（Lee Fletcher）

阿波羅之子，七號小屋指導員。在《迷宮戰場》中，於坎佩進攻混血營的戰爭中，被巨人以狼牙棒打死。
- 麥爾坎（Malcolm）

安娜貝斯的異父兄弟，也是她的副手。
- 凱司特（Castor）

戴歐尼修斯之子。在《迷宮戰場》中，於坎佩進攻混血營的戰爭中，被敵對的混血人殺死。
- 波琉克斯（Pollux）

戴歐尼修斯之子，凱司特的雙胞胎兄弟，在凱司特死後成了十二號小屋的唯一成員。
- 尤邁可（Michael Yew）

阿波羅之子，在李·佛雷秋戰死後成為七號小屋指導員。
在《終極天神》中，和克蕾沙爭奪作為戰利品的飛天馬車。
- 凱蒂·葛登（Katie Gardner）

狄蜜特之女，四號小屋指導員，對史托爾兄弟很反感。
在《終極天神》中，曾警告史托爾兄弟不能趁戰亂打劫糖果店。
- 傑克·梅森（Jake Mason）

赫非斯托斯之子，在貝肯朵夫戰死後成為九號小屋指導員，後讓給里歐·華德茲。
- 凱拉

阿波羅之女，在《終極天神》中，協助尤邁可保衛奧林帕斯。
- 奧斯汀（Austin）

阿波羅之子，在《終極天神》中，協助尤邁可保衛奧林帕斯。
- 威爾·索拉斯（Will Solace）

阿波羅之子，在《終極天神》中，曾替安娜貝斯療傷。

### 獵女隊
- 碧安卡·帝亞傑羅（Bianca di Angelo）

黑帝斯之女，尼克的姐姐。在第二次世界大戰時出生，為了避免被宙斯殺害，在七十年前和弟弟一起被黑帝斯藏在拉斯維加斯的蓮花賭場飯店內。某日被阿勒卡托帶出賭場。在《泰坦魔咒》中，於衛斯多佛學校被波西等人發現並保護其安全。
對於照顧尼克感到厭煩，因此宣誓加入獵女隊，但也和尼克之間產生裂痕，為了和尼克和好，在天神的垃圾場偷了一個天神玩具雕像，一行人因此被看守的塔羅斯追殺，為了負起責任而犧牲自己破壞對方。
在《迷宮戰場》中，向波西送出伊麗絲傳訊，讓波西得知尼克試圖讓自己復活而逐漸被米諾斯控制，希望他可以保護尼克。之後靈魂回應尼克的亡魂召喚，勸說弟弟放下怨恨；並且於《終極天神》中試圖阻止他不要召喚他們的母親。
混血營英雄故事開始前，因為死神桑納托斯失蹤，尼克想要趁機讓她復活，但她早一步選擇重生讓尼克無法得逞。
- 妃比

擅長追蹤、體型高大的獵女。
在《泰坦魔咒》中，原本要參加尋找阿蒂蜜絲的任務，但被史托爾兄弟惡作劇而全身長滿蕁麻疹。

### 安朵美達號
- 中村伊森（Ethan Nakamura）

涅梅西絲之子，左眼失明。怨恨天神不關心混血人小孩，希望能對奧林帕斯報仇。
在《迷宮戰場》中，昏倒在代達羅斯的迷宮內，被路克發現。並在安提爾斯的競技場中與波西決鬥，因波西挑釁安提爾斯而不分勝負。後來宣誓效忠克羅諾斯。
在《機密檔案》中，曾偷走黑帝斯未完成的劍。
在《終極天神》中，被波西說服而攻擊克羅諾斯，並被克羅諾斯殺害。

### 神話人物
- 坦塔羅斯（Tantalus）

宙斯之子，因戲弄眾神而被關在冥界受刑，所有的食物及飲料都會自動遠離他。
在《妖魔之海》中曾暫代奇戎的職位，但對職務不關心。最後因波西證明泰麗雅松樹被毒害與奇戎無關、而被遣返冥界。
- 喀耳刻（Circe）

黑卡蒂的女兒，希臘神話中的女巫。
在本作中化名西西，在妖魔之海經營一家水療渡假村。厭惡男性、將男性客人變成天竺鼠，曾試圖說服安娜貝斯成為她的同伴。
- 代達羅斯（Daedalus）

雅典娜之子、伊卡魯斯的父親、彌諾陶迷宮的創作者。在本作中的迷宮是個四通八達，會自我生長的地下建築，只有代達羅斯發明的亞莉阿德妮的線、以及瑞秋能夠找到迷宮出口。
在神話時代，因幫助鐵修斯殺害彌諾陶而和伊卡魯斯一同被關入大牢。逃獄之後，因謀殺柏底斯而被雅典娜處罰，脖子上永遠都有鷓鴣的烙印。為了躲避米諾斯的追殺，在迷宮內隱居，並為自己製作機械的身體以躲避死亡。
在《迷宮戰場》中，化名為昆特斯（Quintus，拉丁文的「第五」之意）擔任混血營的教練、精通劍術。因克羅諾斯承諾讓他擔任新的冥王而協助路克。然而路克拿到亞莉阿德妮的線之後違背承諾，將米諾斯帶到他面前並試圖殺死他。於是，代達羅斯帶著歐萊麗女士及布萊爾斯轉而協助混血營。將存有自己所有設計資料的筆記型電腦交給安娜貝斯後死去，迷宮也隨之一起毀滅。死後被黑帝斯任命進行冥界的交通建設。
- 伊卡魯斯（Icarus）

代達羅斯之子，和父親一同利用青銅羽毛作出翅膀並逃獄。卻因為太靠近太陽，使固定翅膀的臘溶化而墜地致死。
- 鐵修斯（Theseus）

希臘神話中打敗彌諾陶的英雄。在《迷宮戰場》中，尼克召喚並詢問他的鬼魂關於迷宮和以靈魂交易復活死人的一些問題。
- 歐律提翁（英语：Eurytion）

阿瑞斯之子，以替格律翁工作、不得離開三G牧場為代價，擁有不死之身。當格律翁違背釋放波西同伴的承諾時，對格律翁厭倦並決定不再侍奉他。
- 米諾斯（King Minos）

克里特國王、亞莉阿德妮的父親。對代達羅斯幫助鐵修斯殺害彌諾陶一事感到憤怒，並認為代達羅斯是女兒逃家、妻子發瘋的元兇，下令將代達羅斯父子關入牢中。代達羅斯逃獄後，花了十年持續追捕代達羅斯，並被科卡洛斯的公主殺害。死後成為冥界的判官之一。
在《迷宮戰場》中，尼克召喚其靈魂並詢問他讓死人復活的方法。但米諾斯偷喝了原本要給碧安卡的祭品，得到半實體的身體。和路克達成協議，欺騙尼克並讓他被路克抓住。米諾斯試圖以代達羅斯的靈魂為代價讓自己重生，最後失敗、被尼克送回冥界。
- 柏底斯（英语：Perdix (mythology)）

代達羅斯的學徒，因為其年輕、才華出眾而遭師傅忌妒並殺害。
- 薛西弗斯（King Sisyphus）

過去曾欺騙死神，而被處罰在冥界永遠推著巨石的人。
在《機密檔案》中，曾告知波西等人中村伊森的下落，企圖逃離巨石並失敗。
- 阿基里斯（Achilles）

希臘神話中曾參與特洛伊戰爭的英雄。
在《終極天神》中，其鬼魂曾出現在冥河，試圖警告打算泡入冥河的波西。

### 歷史人物
- 愛德華·蒂奇（Edward Teach）

英國著名的海盜，在本作中是阿瑞斯之子。
和部屬一同被賽西變成天竺鼠，被安娜貝斯拯救後，大肆破壞賽西的水療渡假村。

### 神話生物及怪物
- 彌諾陶（Minotaur）

半人半牛、身高超過兩公尺的壯碩怪物。
在《神火之賊》中，被黑帝斯派去襲擊初次前往混血營的波西。在《終極天神》中重生，加入克羅諾斯的怪物大軍，再次和波西戰鬥。
- 羊男

半人半羊的生物，為奧林帕斯及混血營工作，負責尋找流落在外的混血人並將其護送至營內。
族內事務由長老會管理。由於其首領潘神秘失蹤，派出許多族人尋找其行蹤，但過去沒有任何探查員回來。
- 雷納斯（Leneus）

羊男長老之一，認為格羅佛是騙子。在《終極天神》中戰死，屍體被格羅佛化為一株月桂樹。
- 馬戎

羊男長老之一，認為格羅佛宣稱聽到潘的話語一事是謊言。
- 賽力納斯（Silenus）

羊男長老會的榮譽長老。不相信格羅佛宣稱潘已死去的消息，並堅持流放格羅佛。
- 斐迪南（Ferdinand）

格羅佛的叔叔，探查者之一，被梅杜莎化為石像。
- 阿古士（Argus）

混血營的警衛，在本作體型和常人一樣，全身長滿眼睛，不曾說話。
- 蛇髮女怪（Gorgon）

頭髮是毒蛇的女性怪物，看到她們眼睛的人會變成石頭，共有三位。
- 梅杜莎（Medusa）

化名為米耶阿姨，營業一家藝品店，販賣被她變成石像的人及動物。
對波賽頓仍有好感、痛恨雅典娜。
- 凱迷拉（Chimera）

獅頭、羊身、蛇尾，會噴火的怪物。在《神火之賊》中化身成吉娃娃的樣子襲擊波西等人。
- 艾奇娜（Echidna）

半人半蛇的女性怪物，在《神火之賊》中帶著凱迷拉襲擊波西等人。
- 食蓮者（英语：Lotus-Eaters）

典故出自《奧德賽》，在本作中是一群在名為蓮花賭場的飯店內住宿的顧客，因為沉迷飯店內的遊樂設施而不願離開。該飯店內的一個小時等同外在世界的五天，因此這群人的出身年代不一。
- 阿拉克妮（Arachne）

向雅典娜挑戰編織的女性，因傲慢被變為蜘蛛。
對雅典娜心懷怨恨，令所有的子嗣會主動攻擊雅典娜的後代。
- 普羅克拉斯特斯（Procrustes）

古代被鐵修斯打敗的巨人。在現代化名為酷拉斯，經營一家賣水床的店，並仍舊從事將人拉長的行為。
- 食屍鬼（Ghoul）

冥界的警衛，負責看守死者及雜務。
- 色柏洛斯（Cerberus）

半透明的三頭巨犬，看守著冥界大門。喜歡和安娜貝斯玩丟球遊戲。
- 骷髅

冥界的士兵，效命於黑帝斯，但阿瑞斯亦能召喚一些為其作戰。
- 清潔鳥妖（Harpy）

半人半鳥的女性怪物，負責用岩漿清潔混血營的餐具及碗盤。
被戴歐尼修斯授權吃掉在暑假結束、卻沒有登記要整年留營的混血人。
- 深淵蠍子（Pit Scorpion）

大約一隻手掌大小的蠍子，能往上跳五公尺、毒液能令人在一分鐘內死去。為路克在《神火之賊》結尾召喚殺害波西的生物。
- 勒斯岡巨人（Laestrygonians）

體型巨大，住在北方的食人族。在《妖魔之海》中有三隻名為吸隨鬼、吃腦魔、搖滾怪的勒斯岡巨人襲擊波西，後來在泰森和安娜貝絲的幫忙下被全滅，安娜貝絲稱呼他們為加拿大人。
- 灰色三姐妹（Gray Sisters）

共用一顆眼睛和牙齒的三姐妹，分別名為暴躁婆、生氣婆和激動婆。
在紐約開計程車，由於時常互相鬥嘴打架，加上駕駛者不一定戴著眼睛而不保證行車安全。
- 科耳奇斯噴火牛（英语：Khalkotauroi）

赫菲斯托斯用青銅打造的機械牛，會噴火。在《妖魔之海》中有一批曾襲擊混血營。
- 獨眼巨人（Cyclops）

希臘神話中的獨眼怪物，所有的獨眼巨人都是波賽頓的後代。其祖先曾替三大神製作武器。大多性格兇暴、會吃人及家畜。在本作中能抵禦高溫、聽覺靈敏、並能模仿他人聲音說話。
- 波吕斐摩斯（Polyphemus）

在《奧德賽》出現的獨眼巨人，以自己養的羊維生，持有能令周遭土地及生物恢復元氣的金羊毛。
過去由於被奧德修斯傷到眼睛、視力極差。將格羅佛誤認為獨眼女巨人並想和他結婚。
- 飛馬

長著翅膀、能在天上飛的馬。
希臘神話中的沛加索斯是最強壯、最迅速，永生不死的飛馬。無人知道他的行蹤，本作中的飛馬都是其子孫。
- 黑傑克（Blackjack）

全身漆黑的飛馬，原本被迫擔任路克的坐騎，被波西救了以後將他視為主人。
- 桂多

黑傑克的朋友，能背負體型巨大的泰森。
- 普派

黑傑克的朋友，討厭尼克身上的死人味。
- 斯廷法利斯湖怪鳥（Stymphalian Birds）

能發射羽毛攻擊敵人、害怕噪音的怪鳥。在《妖魔之海》中曾襲擊混血營。
- 馬頭魚尾怪（Hippocampus）

上半身為馬，下半身為魚的生物。在《妖魔之海》中被波賽頓派去幫助波西尋找格羅佛，其中一隻體型最大的馬頭魚尾怪和泰森很親近、被他命名為彩虹。
- 阿格里俄斯（英语：Agrius and Oreius）

半人半熊的熊人，性情兇悍。
其母親被阿芙蘿黛蒂命令要去戀愛，但她卻違命並加入阿蒂蜜絲獵女隊，被憤怒的愛神施法愛上一隻熊，並生下了阿格里俄斯兄弟。
- 俄里歐斯（英语：Agrius and Oreius）

半人半熊的熊人，阿格里俄斯的兄弟。時常傻笑，並因此被阿格里俄斯處罰。
- 龍

巨大的爬蟲類怪物，分為噴火龍和古蛇龍，喜歡吃尤加利樹葉。
- 皮琉士（Peleus）

在泰麗雅復活後，負責守護金羊毛及混血營邊界的小龍。
- 衣索比亞龍（Polyphemus）

在《妖魔之海》中，被路克存放在安朵美達號船艙中的龍。
- 呂底亞古蛇龍（Lydian Drakon）

最古老也最危險的一種惡龍，沒有翅膀、眼神能讓人麻痺，口中能噴出毒液，只有阿瑞斯的孩子能殺死他。在《終極天神》襲擊混血人軍隊。
- 九頭蛇許德拉（Hydra）

長著九顆頭的怪物，頭被砍掉能夠再生。
在《妖魔之海》中以一家名為怪物甜甜圈的烘焙屋為巢穴。
- 喪屍

在《妖魔之海》中被阿瑞斯派去幫助克蕾莎的死人，生前是南北戰爭時期的南軍水手。
- 卡律布狄斯（Charybdis）

波賽頓的女兒，因觸怒天神被變成怪物。
外型不明，僅在海面上露出一隻大嘴，在妖魔之海入口重覆吞吐海水及附近所有物體。
- 斯库拉（Scylla）

波賽頓的女兒，因觸怒天神被變成怪物。
住在妖魔之海入口的峭壁上，能迅速地將頭伸長以補食附近的人類。
- 賽蓮女妖（Sirens）

半人半鳥的女妖，住在在妖魔之海的小島中，其歌聲能引誘人靠近並成為女妖的食物。
- 食人羊（Flesh-Eating Sheep）

肉食性的棉羊，波吕斐摩斯在島上飼養一群食人羊作為守衛及食物。
- 人馬

半人半馬的生物，擅長弓箭，在本作中大多喜愛開派對狂歡。
奇戎曾在《妖魔之海》及《終極天神》中，召集族人對抗克羅諾斯。
- 人面蠍尾獅（Manticore）

人面獅身的怪物，身上長滿了可射出的尖刺。
在《泰坦魔咒》中，有一隻名為索恩的人面蠍尾獅偽裝成衛斯多佛學校的副校長以襲擊波西，導致安娜貝斯失蹤。
- 奧菲歐陶若斯（英语：Scythian Ophiotaurus）

上半身為牛，蛇尾、長滿鱗片的海中生物，被波西取名為貝絲（Bessie）。
命運三女神預言若將殺害她、將其內臟放入火中獻祭，就能得到毀滅眾神的力量。因此分別被阿特拉斯及阿蒂蜜絲追尋，最後被飼養在奧林帕斯大殿裡。
- 賽西亞龍女（英语：Drakaina (mythology)）

上半身為女人，下半身腿的部分長著兩條蛇尾的怪物。
- 錫巴里斯龍女（英语：Sybaris (mythology)）

在《泰坦魔咒》中，阿特拉斯曾用她的牙齒召喚骷髏武士。
- 骷髏武士（Spartus）

阿特拉斯以龍牙召喚出來的骷髏士兵、共十二位，負責追擊尋找阿蒂蜜絲的人。
- 奈米亞獅子（Nemean Lion）

全身毛皮刀槍不入的巨獅，在《泰坦魔咒》中襲擊波西等人。
- 厄瑞曼色斯大野豬（Erymanthian Boar）

大約十公尺高的大野豬，在《泰坦魔咒》中被潘派去協助波西等人。
- 塔羅斯（Talos）

赫菲斯托斯創造的機械人。在《泰坦魔咒》中，有一個破損的塔羅斯看守天神的垃圾場。
- 拉頓

看守著金蘋果園、有著數百顆頭的巨龍。
- 恩普莎（Empousai）

左腳是驢腿、右腳是青銅人腿，服侍黑卡蒂的女性吸血鬼。能幻化成美女形象引誘男人。
- 塔咪

在《迷宮戰場》中，化身為金髮啦啦隊員的恩普莎，凱莉負責的實習生。
- 凱莉

在《迷宮戰場》中，化身為非裔美國啦啦隊員的恩普莎，與塔咪一同在古迪高中襲擊波西。之後協助路克進攻混血營。
- 地獄犬（Hellhound）

冥界的生物，主要是路克率領的怪物。
- 歐萊麗女士（Mrs. O'Leary）

昆特斯帶到混血營的地獄犬，昆特斯死後由波西照顧，能在陰影內移動。
- 巨大蠍子（Giant Scorpion）

昆特斯從三G牧場買來、作為混血營學員訓練用的蠍子。
- 坎佩

有女人的上半身、下半身則是七公尺高的黑龍、腳部纏繞數百條蛇的怪物。在神話時代，被克羅諾斯任命監視獨眼巨人及百腕巨人。在現代則是負責監視被關在惡魔島的怪物。
在《迷宮戰場》中，經由迷宮、和克羅諾斯的怪物們一同進攻混血營。
- 百腕巨人（Hekatonkheires）

有一百隻手、臉孔能變成五十種的巨人，是烏拉諾斯和蓋婭的小孩，因不受父親喜愛被關在冥界。直到宙斯掌權才被放出來。
在《迷宮戰場》中，只剩下一位叫布萊爾斯（Briares）的百腕巨人倖存。他被關在惡魔島監獄中，害怕坎佩。後來被波西等人救出，與代達羅斯一同協助混血營防禦坎佩的軍隊。並前往波賽頓領土，教導獨眼巨人打造武器的技術。
- 阿波羅的牛（Apollo's Cattle）

奉獻給太陽神的紅色聖牛，在三G牧場中被格律翁當作肉牛出售。
- 俄耳托斯（Orthrus）

艾奇娜和泰風索生的雙頭犬，和歐律提翁在三G牧場看守牲畜。
- 格律翁（Geryon）

在本作中是有三個身體、其餘部分和人類相同的怪物。在迷宮中開設名為三G的牧場，抓住波西的同伴並強迫他打掃食肉馬的馬廄。波西完成任務後，格律翁違背釋放人質的約定、並被波西殺死。
- 半雞半馬（英语：Hippalectryon）

上半身是馬、下半身是雞，一年只下一顆蛋的瀕危生物。在三G牧場，格律翁用牠們的蛋煎蛋捲。
- 噴火馬（Fire-Breathing Horse）

會噴火的馬、格律翁在三G牧場養來賣給軍隊打仗用。
- 食肉馬（Flesh-Eating Horse）

三G牧場飼養的肉食性馬匹。雖然是馬，但牠們不把波賽頓和波西視為主人。
- 斯芬克斯（Sphinx）

獅身人面的怪物，會擋住道路並對路過的人提出謎語，並將回答不出者吃掉。
在《迷宮戰場》中，有位斯芬克斯向波西等人提出問答題目。但安娜貝絲認為那些題目是測驗而非謎語，會侮辱自己智慧而拒絕回答。
- 鐵勒金（Telekhines）

半人半狗的海惡魔，在神話時代曾幫波賽頓打造三叉戟。因使用黑魔法，整個族群被宙斯打入塔爾塔洛斯。
在《迷宮戰場》中，偷偷占據了赫非斯托斯在聖海倫斯山的打鐵爐，替泰坦打造武器。
- 泰風

希臘神話最強的怪物。神話時代被眾神關在埃特納火山下，奧林帕斯天神搬到美國後，被轉移到聖海倫斯山。
在《迷宮戰場》中，由於波西對抗鐵勒金時引發了大地震而覺醒。
在《終極天神》中，因忌憚他的力量，十二神幾乎全員都離開奧林帕斯山與他戰鬥，試圖阻止他前往奧林帕斯山。最後中了波賽頓的陷阱，被送到塔爾塔洛斯深淵。
- 安提爾斯（Antaeus）

波賽頓和蓋婭之子，身高超過四公尺的巨人。
在迷宮設置競技場，要求路過者進行生死角力，並將敗者作為祭品供奉在波賽頓的神殿。
只要站在土地上就是不死之身，在《迷宮戰場》中被波西打敗。
- 邁爾米克（英语：Myrmekes）

體型如同德國牧羊犬般大小的螞蟻，喜歡閃亮的金屬、尤其是黃金。
在《機密檔案》中，貝肯朵夫為了奪回被牠們帶回巢穴的銅龍，而襲擊牠們而被困在蟻丘中。
- 銅龍

赫非斯托斯的小孩為了保護混血營而製作的自動機械，在十五年前失蹤。
在《機密檔案》中，貝肯朵夫和波西發現它被邁爾米克拆解運回蟻丘。安娜貝斯為了拯救貝肯朵夫而重新啟動它。然而貝肯朵夫認為它極不穩定，有發狂的危險，並試圖修復它以對抗泰坦軍隊。
- 巨大螃蟹（Giant Crab）

在《終極天神》中，波西在安多美達號上見到的四公尺螃蟹。
- 人魚

半人半魚的生物，是波賽頓的僕從。
- 大海蛇（Sea Serpent）

在《終極天神》中，襲擊波賽頓宮殿的巨大海蛇。
- 大烏賊（Giant Squid）

在《終極天神》中，襲擊波賽頓宮殿的巨大烏賊。
- 海坡柏里恩人（Hyberboreans）

住在北方，愛好和平的巨人族。在《終極天神》中，協助克羅諾斯。
- 莫瑞恩（Morrain）

在《終極天神》中，和普羅米修斯一同與混血人進行和平協議的巨人。
- 克拉佐美納伊豬（英语：Clazmonian So）

長著翅膀的粉紅色野豬。在《終極天神》中曾襲擊混血人軍隊。

### 凡人
- 莎莉·傑克森（Sally Jackson）

波西的母親，被波賽頓視為女性中的皇后並與其交往。在波賽頓離開後，為了保護波西與蓋柏結婚。
在《神火之賊》中，曾在糖果店工作，蓋柏變為石頭後，辭職去念紐約大學。夢想成為小說家。在《終極天神》中，拿著一把散彈槍保護自己不被怪物殺害。
- 蓋柏·亞力安諾（Gabriel Ugliano）

莎莉·傑克森的前夫，禿頭、身材肥胖，在電器行工作。將錢花在啤酒和賭博上，會毆打妻子、不關心波西的生活狀況，最後被莎莉用梅杜莎的頭變為石像。
其體臭相當濃烈，能遮蓋波西身上的混血人氣味以避免怪物發現。
- 神諭

放在混血營主屋閣樓的女性木乃伊，本名不詳，會對被指派任務的混血人作出預言。
生前作出：「三大神的小孩年滿十六歲時，會決定奧林帕斯命運」的預言。黑帝斯將瑪麗亞的死亡遷怒於她，詛咒她體內的神諭之靈無法轉移給其他人，直到黑帝斯的小孩不再因大預言而被放逐流浪為止。
接受神諭之靈者必須是凡人女性，且不能結婚。
- 菲德克·雀斯（Frederick Chase）

安娜貝斯的父親，在西點軍校教授美國軍事史。和雅典娜分手後與凡人女性結婚。
擁有一台駱駝戰機，在《泰坦魔咒》中曾駕駛它援助安娜貝斯。
- 保羅·布魯菲斯（Paul Blofis）

莎莉·傑克森的男朋友，在古迪高中擔任教師。很關心波西的事，並對波賽頓感到忌妒。在《終極天神》與莎莉·傑克森結婚，得知關於希臘天神和混血營的事蹟，並以一把劍對抗怪物。
- 威廉·戴爾（William Dare）

瑞秋的父親，從事土地開發的有名企業家。
- 梅·凱司特倫（May Castellan）

路克的母親，和瑞秋一樣能看穿魔法迷霧，在現任神諭死後二十年前往混血營，打算繼承神喻之靈。但因為黑帝斯的詛咒而失敗並發瘋。
時常對年幼的路克訴說有關路克未來的胡言亂語，在路克逃家後獨自一人等待他回來。
- 瑪麗亞·帝亞傑羅（Maria di Angelo）

碧安卡和尼克的母親，反對黑帝斯要求她和小孩一同前往冥界接受保護的提議，並希望黑帝斯和他的天神家人溝通。因為黑帝斯拒絕將小孩送往混血營接受監視，而被宙斯用雷劈死。